# Richard Alphonsus O'Connor
Richard Alphonsus O'Connor, né le 13 janvier 1838 à Listowel en Irlande et décédé le 23 janvier 1913, était un prélat de l'Église catholique. Il a été ordonné évêque en 1889 et a été l'évêque du diocèse de Peterborough en Ontario au Canada de 1889 à 1913.

## Biographie
Richard Alphonsus O'Connor est né le 13 janvier 1838 à Listowel dans le comté de Kerry en Irlande. Il a émigré au Canada avec ses parents en 1841 qui s'établirent à Toronto en Ontario. En 1852, il est entré au collège Saint-Michael (en) de Toronto. En 1859, il est entré au grand séminaire de Saint-Sulpice à Montréal au Québec où il étudié la théologie. Il a été ordonné prêtre le 2 août 1861 en la cathédrale Saint-Michel de Toronto par l'archevêque John Joseph Lynch pour l'archidiocèse de Montréal.
Sa première affectation en tant que prêtre fut d'être un prêtre assistant à Toronto Gore. En décembre 1865, il fut transféré à la mission des chutes du Niagara. En septembre 1868, il devint le curé de la paroisse de South Adjala en Ontario. En octobre 1870, il a été nommé doyen de Barrie où il demeura pendant plus de 18 ans.
Le 11 janvier 1889, il fut nommé évêque du diocèse de Peterborough en Ontario. Il fut consacré évêque le 1er mai suivant en la cathédrale Saint-Pierre-aux-Liens de Peterborough par l'évêque James Vincent Cleary. Il occupa cette fonction jusqu'à sa mort le 23 janvier 1913.